# 田公高家
田公 高家（たきみ たかいえ）は、安土桃山時代の武将。因幡国気多郡宮吉城主。

## 略歴
田公氏は因幡守護代であった家系。
天正8年（1580年）の織田氏家臣・羽柴秀吉の鳥取城攻めの際、毛利氏に属し気多郡の重要な拠点の一つ宮吉城を守っていた。
翌天正9年（1581年）1月、織田方の鹿野城主・亀井茲矩と内通した高家は謀叛を企てるが発覚してしまい、同年2月初旬には杉原盛重によって鎮圧された。妻子と共に宮吉城から逃れた高家は鹿野城へ逃れ、茲矩に保護されたが、まもなく京都へ移住した。『因幡志』によれば高家は鉄砲の名手であったという。